# Władysław Piłatowski
Władysław Piłatowski (ur. 1 grudnia 1925 w Konotopiu, zm. 31 grudnia 2007 w Warszawie) – polski polityk komunistyczny, poseł na Sejm PRL IV i V kadencji.

## Życiorys
Syn Feliksa i Stanisławy. W latach 1939–1942 i 1942–1943 był więziony przez Niemców w Malborku, a w 1943 został wywieziony na roboty przymusowe do folwarku obszarniczego Rosengart w Niemczech (do 1945). Od 1946 do 1947 był traktorzystą w Państwowym Przedsiębiorstwie Traktorów i Maszyn Rolniczych w Jaworze, a w latach 1947–1950 monterem i mistrzem warsztatowym w tamtejszym Traktorowym Ośrodku Rolnym.
Był działaczem Polskiej Partii Robotniczej (od 1946) i Polskiej Zjednoczonej Partii Robotniczej. Od 1950 do 1951 był słuchaczem w Wojewódzkiej Szkole Partyjnej we Wrocławiu, następnie (do 1952) kierownikiem wydziału w Państwowym Ośrodku Maszynowym w Złotoryi, a w latach 1954–1956 słuchaczem w Centralnej Szkole Partyjnej przy KC PZPR. W latach 1956–1957 był I sekretarzem Komitetu Powiatowego PZPR w Jeleniej Górze, następnie (do 1960) przewodniczącym Wojewódzkiej Komisji Kontroli Partyjnej we Wrocławiu, w latach 1960–1963 sekretarzem organizacyjnym tamtejszego Komitetu Wojewódzkiego partii, a od 1963 do 1971 pełnił funkcję I sekretarza KW PZPR we Wrocławiu. Od 1964 do 1971 był również członkiem Komitetu Centralnego PZPR. W latach 1965–1972 był posłem na Sejm IV i V kadencji.
W latach 1971–1980 był dyrektorem generalnym, a od listopada 1980 do 1983 wiceprezesem Najwyższej Izby Kontroli.
Mieszkał w Warszawie. Żonaty z Antoniną z Rzepczyńskich (1926–2013). Został pochowany na Cmentarzu Komunalnym Południowym.

## Odznaczenia
- Order Sztandaru Pracy II klasy
- Krzyż Kawalerski Orderu Odrodzenia Polski
- Złoty Krzyż Zasługi
- Odznaka 1000-lecia Państwa Polskiego (1966)[4]
- Złota odznaka „Zasłużony dla Dolnego Śląska” (1966)[5]
- Honorowe obywatelstwo Dzierżoniowa (1966)[6]